# Les Professionnels (film)
Pour les articles homonymes, voir Les Professionnels.
Pour plus de détails, voir Fiche technique et Distribution.
Les Professionnels (The Professionals) est un film américain réalisé par Richard Brooks en 1966. Il s'agit d'une adaptation d'un roman de Frank O'Rourke (en).

## Synopsis
En 1917, un ancien soldat de Theodore Roosevelt puis combattant en faveur de Pancho Villa, Henry « Rico » Fardan est engagé par Grant, un magnat texan du pétrole, pour retrouver Maria, la femme de ce dernier, enlevée par des révolutionnaires mexicains conduits par Jesus Raza, pour une rançon de cent mille dollars. En échange, Grant offre à Fardan une récompense de dix mille dollars. Fardan est épaulé dans sa mission par trois autres « spécialistes », également rémunérés dix mille dollars chacun : Hans Ehrengard, ancien cavalier et éleveur de chevaux ; Jacob « Jake » Sharp passé maître dans l'art de manier n'importe quelle arme ; et enfin Bill Dolworth, spécialiste en explosifs et ami de Fardan avec qui il a opéré nombre de coups de main au Mexique deux ans auparavant pour le compte de Raza. Mais Bill Dorthwooth a de sérieux doutes sur le bien-fondé de cette entreprise.

## Fiche technique
Sauf indication contraire, les informations mentionnées dans cette section peuvent être confirmées par la base de données cinématographiques IMDb,  présente dans la section « Liens externes ».
- Titre original : The Professionals
- Titre français : Les Professionnels
- Année : 1966
- Réalisation : Richard Brooks
- Scénario : Richard Brooks, d'après le roman A Mule for the Marquesa de Frank O'Rourke (en) paru en 1964
- Musique : Maurice Jarre
  - Orchestration : Leo Arnaud
- Direction de la photographie : Conrad Hall
  - Cadre : William A. Fraker et Charles Rosher Jr. (non crédités), assistés de Bobby Byrne et Jordan Cronenweth (non crédités)
- Montage : Peter Zinner
- Direction artistique : Edward S. Haworth
- Décors : Frank Tuttle
- Costumes : Jack Martell
- Production : Richard Brooks (non crédité)
- Sociétés de production : Columbia Pictures et Pax Enterprises
- Société de distribution : Columbia Pictures
- Pays de production :  États-Unis
- Langues originales : anglais et espagnol
- Genre : western, action, aventures
- Durée : 117 minutes[1]
- Format : couleur (Technicolor) - 2,35:1 - 35 mm - 4-Track Stereo
- Dates de sortie :
  - États-Unis : 2 novembre 1966
  - France : 13 décembre 1966
  - Belgique : 17 février 1967
- Affiches : Raymond Elseviers (Belgique), Jean Mascii, Georges Kerfyser (France)

## Distribution
Sauf indication contraire, les informations mentionnées dans cette section peuvent être confirmées par la base de données cinématographiques IMDb,  présente dans la section « Liens externes ».
- Burt Lancaster (VF : André Valmy) : Bill Dolworth
- Lee Marvin (VF : Jean Davy) : Henry « Rico » Fardan
- Robert Ryan (VF : Roger Tréville) : Hans Ehrengard
- Jack Palance (VF : Georges Aminel) : Jesus Raza
- Woody Strode (VF : Jean Amadou) : Jacob « Jake » Sharp
- Claudia Cardinale (VF : Elle-même) : Maria Grant
- Ralph Bellamy (VF : Jean Martinelli) : Mr Grant
- Joe De Santis (VF : Aram Stephan) : Ortega
- Rafael Bertrand (VF : Serge Lhorca) : Fierro
- Marie Gomez : Chiquita
- Jorge Martínez de Hoyos : Eduardo Padilla
- Vaughn Taylor : le banquier
- Roberto Contreras : un bandit (non crédité)
- Eddie Little Sky (en) : le prisonnier que Jake rapporte au shérif (non crédité)

## Commentaires

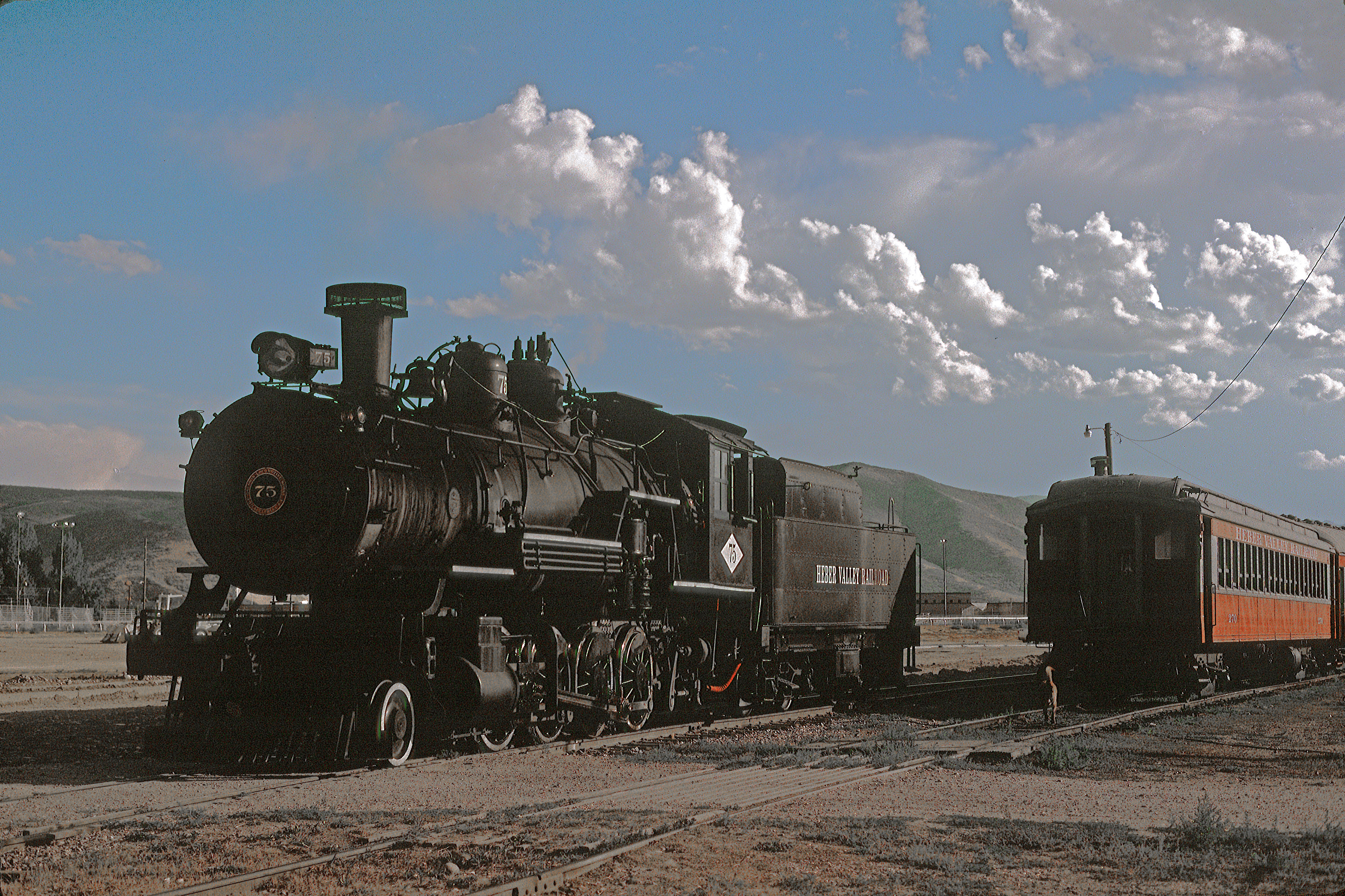
Locomotive similaire à celle utilisée dans le film.

Les Professionnels est considéré comme le meilleur western de Richard Brooks. On peut à juste titre le comparer avec Vera Cruz de Robert Aldrich (où figurait d'ailleurs Burt Lancaster) et La Horde sauvage de Sam Peckinpah. En effet, bien loin de l'aspect héroïque des hommes de l'Ouest et des valeurs qui ont forgé l'Ouest américain, les personnages principaux semblent avoir aussi fait leur temps, se battent pour l'argent, sont amateurs de femmes, en particulier Burt Lancaster et Jack Palance, et ont perdu leur idéal. Y compris Raza qui dit qu'« au départ la Révolution semble être une déesse, mais elle n'est qu'une putain ». « Ni mauvaise, ni parfaite », ajoute-t-il : une femme qu'on aime, on doit l'accepter avec ses qualités et ses défauts. D'autre part, comme chez Sam Peckinpah, les femmes portent le fusil et semblent vouloir attirer les hommes. Seule touche de romantisme, l'idylle entre Raza et Maria Grant. Robert Ryan, dont le regard mélancolique semble se perdre au loin, est sans doute le personnage le plus sensible de par le soin qu'il apporte à ses chevaux et la répugnance qu'il montre à les maltraiter ou à les achever. Mais l'essentiel westernien est ailleurs : les quatre héros ont été manipulés par « un salaud » aux dires mêmes de Fardan, pour anéantir un mouvement révolutionnaire, détruire un village mexicain en fête sur la base d'une accusation calomnieuse. Les doutes exprimés, dès le début de la mission par Bill Dorthwood, s'avéraient fondés. D'origine mexicaine Maria Grant s'était en réalité enfuie avec les révolutionnaires. Elle était amoureuse de leur chef, se dévouait à la révolution mexicaine et pour cette raison, de concert avec Jesus, avait feint l'enlèvement pour obtenir cent mille dollars ; bien faible somme au vu des millions appropriés indûment par le magnat sur les terres mexicaines comme du mariage forcé qui la liait au Texan sur une propriété achetée à ses parents. Cette ruse de Maria et de Jesus, Grant s'en doutait bien, lui qui était parfaitement au courant de leur très ancienne idylle. Bill Dorthwood en qui Maria percevait un « aventurier sans principe » encouragera ses trois associés à se montrer fidèles au code d'honneur du cow-boy et à refuser la prime de Grant.
À la sortie du film les critiques français Roger Tailleur et Jean Antoine Gili ont perçu en Fardan et Dolworth, anciens amis de Raza, une critique du dévoiement de la politique étrangère américaine, libératrice lors de la Seconde Guerre mondiale, mais ensuite impérialiste depuis 1961 (débarquement de la baie des Cochons, occupation de Saint-Domingue, guerre du Viêt Nam).

## Distinctions
Sauf indication contraire, les informations mentionnées dans cette section peuvent être confirmées par la base de données cinématographiques IMDb,  présente dans la section « Liens externes ».

### Récompenses
- Laurel Awards 1967 :
  - Meilleur drame d'action
  - Meilleure performance d'action pour Lee Marvin

### Nominations
- Golden Globes 1967 :
  - Meilleur film dramatique
  - Révélation féminine de l'année pour Marie Gomez
- Oscars 1967 :
  - Meilleur réalisateur pour Richard Brooks
  - Meilleur scénario adapté pour Richard Brooks
  - Meilleure photographie en couleurs pour Conrad L. Hall